# 芦山淫羊藿
芦山淫羊藿（学名：Epimedium ogisui）为小檗科淫羊藿属下的一个种。

## 扩展阅读
- 維基物種上的相關：芦山淫羊藿